# Streptogyna
Streptogyna är ett släkte av gräs. Streptogyna ingår i familjen gräs.
Kladogram enligt Catalogue of Life:
| Streptogyna | \| \| Streptogyna americana \| \| \| \| \| \| Streptogyna crinita \| \| \| \| |
|             | \| \| Streptogyna americana \| \| \| \| \| \| Streptogyna crinita \| \| \| \| |
|             | Streptogyna americana                                                         |
|             |                                                                               |
|             | Streptogyna crinita                                                           |
|             |                                                                               |